# Michelle Meyrink
Michelle Meyrink (Vancouver, 1º settembre 1962) è un'attrice canadese, nota soprattutto negli anni ottanta per avere recitato in vari film, come Il peso del ricordo e Un magico Natale.

## Biografia
Meyrink nacque a Vancouver nel Canada. La sua carriera inizia nel 1983, dove appare in vari film commedia, come I ragazzi della 56ª strada e Il peso del ricordo.
Dopo aver girato quest'ultimo film, Meyrink decide di abbandonare la sua carriera di attrice e inizia a praticare il Buddismo. Decisa a rimodellare la sua vita, si trasferisce per un certo periodo di tempo nella Repubblica Dominicana. Successivamente tornò nella sua città natale, dove nel 1996 incontrò John Dumbrille che divenne suo marito e il padre dei suoi tre figli. 
Michelle Meyrink lavora come insegnante di recitazione nella scuola da lei fondata. 

## Filmografia

### Filmografia
- I ragazzi della 56ª strada (The Outsiders), regia di Francis Ford Coppola (1983)
- La ragazza di San Diego (Valley Girl), regia di Martha Coolidge (1983)
- Joy of Sex, regia di Martha Coolidge (1984)
- La rivincita dei nerds (Revenge of the Nerds), regia di Jeff Kanew (1984)
- Scuola di geni (Real Genius), regia di Martha Coolidge (1985)
- Un magico Natale (One Magic Christmas), regia di Phillip Borsos (1985)
- Nice Girls Don't Explode, regia di Chuck Martinez (1987)
- Il peso del ricordo (Permanent Record), regia di Marisa Silver (1988)

### Televisione
- Casa Keaton (Family Ties) - serie TV, 1 episodio (1985)